# Eva Birkenstock
Eva Birkenstock (geboren 1978 in Siegen) ist eine deutsche Kunsthistorikerin, Kuratorin und Museumsleiterin.

## Leben
Die in Köln aufgewachsene Birkenstock studierte Kunstgeschichte, Kulturanthropologie und spanische Romanistik in Köln, Berlin und Havanna. Mit erworbenem Studienabschluss arbeitete sie ab 2005 drei Jahre lang als wissenschaftliche Assistentin im Kunstverein in Hamburg unter der Leitung von Yilmaz Dziewior. 2008 übernahm sie – gemeinsam mit Hannes Loichinger – für knapp drei Jahre die künstlerische Leitung der Halle für Kunst in Lüneburg und war von Oktober 2010 bis August 2016 als Kuratorin der KUB Arena, der KUB Projekte und der KUB Billboards am Kunsthaus Bregenz tätig. Im Rahmen eines internationalen Kuratorenaustausches ging sie 2014 als Stipendiatin nach New York City; dort leitete sie die Ausstellungsräume des Goethe-Instituts, das „Ludlow 38“. 
Von September 2016 bis Oktober 2021 war sie Direktorin des Kunstvereins für die Rheinlande und Westfalen und leitete von 2015 bis 2019 das unabhängige Performance Projekt der Liste Art Fair, Basel. Seit Oktober 2021 leitet sie als Direktorin das Ludwig Forum für Internationale Kunst. Im Februar 2025 wurde bekanntgegeben, dass sie im Sommer des gleichen Jahres zur Kestner Gesellschaft in Hannover wechseln werde.

## Schriften
Herausgeberschaft
- Space revised # 1 – 4, anlässlich des Kooperationsprojektes Space revised # 1 – 4 von GAK, Gesellschaft für Aktuelle Kunst Bremen … Harburger Bahnhof, Mai – August 2009. Argobooks, Berlin 2009, ISBN 978-3-941560-37-6.
- mit Hannes Loichinger (Hrsg.): Dani Gal - Chanting Down Babylon. Argobooks, Berlin 2009, ISBN 978-3-941560-23-9.
- mit Rahel Blättler, Hannes Loichinger, Beatrix Ruf (Hrsg.): Tris Vonna-Michel, JPR Editions, Zürich 2011, ISBN 978-3-03764-170-5.
- mit Joerg Franzbecker (Hrsg.): On Performance. König, Köln 2012, ISBN 978-3-86335-143-4. (deutsch, englisch)
- mit Nina Köller und Kerstin Stakemeier (Hrsg.): Anfang gut. Alles gut. Aktualisierungen der futuristischen Oper 'Sieg über die Sonne' (1913) Text dt. und engl., König, Köln 2013, ISBN 978-3-86335-144-1.
- mit Max Jorge Hinderer Cruz, Jens Kastner, Ruth Sonderegger (Hrsg.): Kunst und Ideologiekritik nach 1989 = Art and ideology critique after 1989. König, Köln 2014, ISBN 978-3-86335-145-8. (deutsch, englisch)
- KAYA. Bildband und Aufsatzsammlung. Verlag Kunsthaus Bregenz, Bregenz/Köln 2016, ISBN 978-3-86335-917-1.
- Alicia Frankovich – outside before beyond. Ausstellungskatalog 2017 des Kunstvereins für die Rheinlande und Westfalen. Verlag der Buchhandlung Walther König, Köln 2020, ISBN 978-3-96098-770-3.
- Ei Arakawa – Performance People. Ausstellungskatalog 2018 des Kunstvereins für die Rheinlande und Westfalen. Verlag der Buchhandlung Walther König, Köln 2021, ISBN 978-3-96098-769-7.
- Josef Strau – Spirits and Objects. Ausstellungskatalog 2022 des Kunstvereins für die Rheinlande und Westfalen. Verlag der Buchhandlung Walther König, Köln 2022, ISBN 978-3-75330-241-6.

## Belege
1. ↑  Kuratoren-Profil Eva Birkenstock, kunstsalon.de, abgerufen am 5. Oktober 2021.
2. ↑  Birkenstock ist neue Direktorin des Ludwig-Forums, „Kulturnachrichten“ auf deutschlandfunkkultur.de vom 4. Oktober 2021, abgerufen am 5. Oktober 2021.
3. ↑  Hannover: Eva Birkenstock wird neue Direktorin der Kestner Gesellschaft. In: kunstforum.de. 27. Februar 2025, abgerufen am 3. März 2025.

| Personendaten    | Personendaten                                             |
| ---------------- | --------------------------------------------------------- |
| NAME             | Birkenstock, Eva                                          |
| KURZBESCHREIBUNG | deutsche Kunsthistorikerin, Kuratorin und Museumsleiterin |
| GEBURTSDATUM     | 1978                                                      |
| GEBURTSORT       | Siegen                                                    |